# ザイサン湖

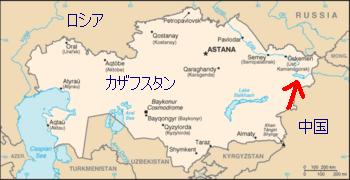
ザイサン湖の位置（赤矢印）

ザイサン湖（ざいさんこ、カザフ語: Зайсан көлі, 英語: Lake Zaysan）は、カザフスタンの東部にある淡水湖。面積は1,810km2。
標高420mにあり、長さは105km、幅は22 - 48kmある。水深は最大15m。エルティシ川(イルチェイシ川)が流れ出す。11月の初めから4月の終わりまでは氷に閉ざされる。
1959年にブカタルマダム(Bukhtarma dam)が建設されたことにより、往時と比べて水位が6m程上昇し、面積は5,500km2程に広がった。
世界最古の古代湖でもある。